# Nathalie Magnan

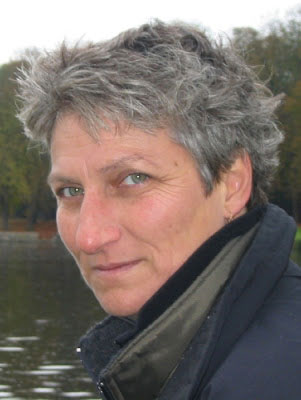
Nathalie Magnan in den 1990er Jahren

Nathalie Magnan (geboren 29. November 1956 in Marseille; gestorben 15. Oktober 2016 ebenda) war eine französische Medientheoretikerin, Medienkünstlerin und Filmregisseurin. Sie war 1984 Mitorganisatorin des Los Angeles Gay and Lesbian Film Festivals.

## Ausbildung
Nathalie Magnan studierte zunächst an der Universität Paris-Nanterre, wo sie als Bachelor of Art abschloss, danach schrieb sie sich beim Visual Studies Workshop in Rochester, New York, ein, wo sie einen Master of Fine Arts erlangte. Während dieser Zeit lernte sie Catherine Lord, Mario Biagioli, Skuta Helgason und Lisa Bloom kennen. In der Folge legte sie eine Aufnahmeprüfung für die University of California in Santa Cruz ab. Dort traf sie auf Teresa de Lauretis, die am Women Studies department arbeitete. Am History of Consciousness, einem Departement für interdisziplinäre Forschung, begegnete sie dem Historiker James Clifford und die Frauenforscherin Donna Haraway, bei denen sie Assistentin wurde.

## Lehrtätigkeit
Sie begann ihre Lehrtätigkeit als Dozentin an der California State University, Northridge (Los Angeles) und der privaten Chapman University in Orange (Kalifornien), wo sie die Eingangsklasse in Fotografie im Schuljahr 1984–85 unterrichtete. Von 1986 bis 1990 war sie Assistant Professor an der University of California in Santa Cruz, wo sie Medienwissenschaft, Kulturwissenschaft und Geschichte der Fotografie unterrichtete.
Nach ihrer Rückkehr nach Frankreich versuchte sie ihre amerikanischen Erfahrungen in ihren Lehrveranstaltungen, Filmen Veröffentlichungen und den Events weiterzugeben, die sie organisierte und an denen sie teilnahm.
1998 wurde sie Professorin an der École nationale supérieure d'art in Dijon. 2007 lud Paul Devautour sie ein, an der École nationale supérieure d'art in Bourges zu lehren, wo sie bis 2012 wirkte. Eine ihrer Klassen, mit Bezug auf Giovanna Zapperi Genre benannt, war konzipiert als ein Raum für pädagogische Innovationen, in dem sie eine Vorlesungsreihe organisierte, die als Raum für pädagogische Interventionen gedacht war. Dort sprachen u. a. C. Lord, Paul B. Preciado, Shu Lea Cheang, Yann Beauvais und Patrick Cardon. 2012 organisierte sie einen VJing-Workshop mit A-LI-CE6 (Claire Fristot). Sie etablierte einen regelmäßigen Austausch mit der Kunstszene im laotischen Luang Prabang (Entr'écoles, 2008 and 2010) und mit der University of California in Irvine (Kalifornien) (CRUde1 in den USA und CRUde2 in Frankreich). In Bourges pflegte sie Kooperationen mit der Kunstassoziation Emmetrop und dem Kunstfestival Bandits Mages. In ihren Lehrveranstaltungen fokussierte sie auf eine kritische Analyse von Medien unter einem feministischen, queeren und postkolonialen Gesichtspunkt. Sie wollte weniger Kenntnisse vermitteln als Methoden in einem Disziplinen übergreifenden Prozess entwickeln, der zu einer Überwindung von isolierten Betrachtungen führt.

## Aktivitäten

### Regietätigkeit und Veröffentlichungen
In den USA war Magnon sowohl im öffentlichen Fernsehen als auch in alternativen Medien mit ihren Arbeiten präsent. Sie drehte mehrere Filme zusammen mit den Kollektiven Paper Tiger Television und Deep Dish TV, darunter z. B. The Gringo in Mañanaland.
Aus ihrer theoretischen und aktiven Beschäftigung mit Medien heraus veröffentlichte sie La Vidéo: entre art et communication, gefolgt von Connexions: arts, réseaux, médias in Zusammenarbeit mit Annick Bureaud. She managed the French distribution lists Nettime and CEDAR, the coordination of all French art schools.

### Cyberfeminismus
Magnan ist eine der französischen Pionierinnen des Cyberfeminismus. Sie schuf die heute nicht mehr existente Webseite Cyberféminismes.org. 1999 wurde sie in die Canalwebshow Les Pénélopes zu einer Gesprächsrunde zu Cyberfeminismus eingeladen.
Nathalie Magnan nahm an einer Vielzahl von Veranstaltungen mit Bezug zu ihren Fachgebieten teil. 2000 fand das ISEA (international symposium on electronic arts) in Paris statt. Nicht eine einzige Frau war unter den Eingeladenen. Auf Initiative von Nathalie Magnan trafen sich einhundert Frauen an der ENSBA. Nach einer Begrüßung durch Mathilde Ferrer wurde eine ISEA-Gegenveranstaltung durchgeführt. Erstmals fanden Frauen, die im Bereich elektronische Kunst aktiv sind, öffentliche Aufmerksamkeit.
2001 nahm sie am Very Cyberfeminist International-Festival in Hamburg teil. 2002 übersetzte und veröffentlichte sie das Cyborg Manifesto von Donna Haraway. Sie organisierte eine Präsentation von in der digitalen Welt aktiven Künstlerinnen Openmic cyberfem, im Pariser Kulturzentrum Maison des Métallos, eine Gender Changer Academy und Workshops für die Konferenz Zelig rc2. Sie schuf das feministische Online-Forum Chiennes de Garde (die Wachhündinnen) und verwaltete es bis 2003. Die Chiennes de Garde war auch eine französische feministische Künstlergruppe, deren Teil Magnan war.
2008 veranstaltete sie das Femmes et Réseaux Meeting unter dem Motto Women and Networks in Paris zusammen mit Isabelle Arvers und Anne Roquigny. Sie sprach über Feminismus und Cyberfeminismus 2009 am Master of Advanced Studies der Zürcher Hochschule der Künste und im März 2010 in Paris.
Im März 2015 war sie Teilnehmerin des Wikipedia Art+Feminism Edit-a-thon in Paris.

### Sailing for Geeks
Nathalie Magnan erfand das Konzept Sailing for geeks (dt. Segeln für Computerfreaks), welches Cybertechnologie und die strenge Logik des Segelns miteinander verband. Sailing for geeks 1 wurde bei der ISEA 2004 in Finnland durchgeführt, Sailing for geeks 2 fand 2005 an der Straße von Gibraltar statt, wobei die Teilnehmer auf Menschen trafen, die versuchten, von der marokkanischen Küste aus Europa zu erreichen.
Ihr letzter öffentlicher Auftritt fand am 21. November 2015 im Pariser Anthropologie-Museum Musée de l’Homme statt.

### LGBT-Aktivismus
Nathalie Magnan war 1984 Mitorganisatorin des Los Angeles Gay and Lesbian Film Festivals. In den 1990er Jahren war sie Teilnehmerin am New Queer Cinema-Festival am Pariser American Center. 1992 war sie Autorin für die LGBT-Wochenzeitung Gai Pied. 1994 gründete sie mit anderen das Filmfestival Chéries-Chéris, dessen Präsidentin sie 2001 und 2002 war. Im Dezember 1995 trat sie Lesborama bei und besuchte das Festival Questions de genre – 100 ans de cinéma gai et lesbien – 10 ans de prévention in Lille.

## Rezeption
In Würdigung der Verdienste von Nathalie Mangan wurde die Ausstellung Computer Grrrls, die von Oktober 2018 bis Februar 2019 im Hartware MedienKunstVerein in Dortmund stattfand, der Protagonistin der feministischen Medienkunst gewidmet. Die Ausstellung war 2019 auch an der Gaîté Lyrique in Paris und 2020 im MU Hybrid Art House in Eindhoven zu sehen und beschäftigt sich mit der komplexen Beziehung zwischen Frauen und Technologie. 

## Werk

### Veröffentlichungen
- La vidéo: entre art et communication, Paris, ENSBA, 1997
- Connexion, art, réseaux, médias, Paris, ENSBA, 2002, S. 642, mit Annick Bureaud ISBN 2-84056-079-8
- Donna Haraway, Manifeste cyborg et autres essais : Sciences – Fictions – Féminismes ; anthologie établie par Laurence Allard, Delphine Gardey et Nathalie Magnan, Paris, Exils, 2007, S. 333
- Donna Haraway (ins Französische übersetzt von Marie Héléne Dumas, Charlotte Gould, Nathalie Magnan), «Manifeste Cyborg: Science, Technologie et Féminisme socialiste à la fin du XXe Siècle», www.cyberfeminisme.org, 2002

### Beiträge in Mehrautorenveröffentlichungen und in wissenschaftlichen Zeitschriften
- Art, Hack, Hacktivisme, culture jamming, médias tactiques in ART++, David-Olivier Lartigaud, ed. HYX and Laboratoire des arts et des médias, Paris, 2011
- 15 ans de création artistique sur internet, WJ-Spots #1 in Musiques et cultures digitales, hors série #3, Anne Roquigny (Hrsg.), September 2009
- Pour une pratique politique du code in Arts numériques, Tendances, Artistes, Lieux et Festivals, Anne-Cécile Worms (Hrsg.), M21 édition, September 2008
- Al Jazeera English : An Interview with Hassan Ibrahim, in Tactics in Hard Times : Space and Practice of New Media, MIT Press, 2008
- Second Life, un genre de gouvernance, in Second Life, un autre monde possible, Agnès de Cayeux and Cécile Guibert (Hrsg.), Les Petits matins, 2007
- Présentation du Manifeste Cyborg in Mouvements No. 45/4, Mai–August 2006
- Au commencement était le réseau, in Power, Villette numérique, 2004
- Cinéma pornographique lesbien, in Dictionnaire des cultures gays et lesbiennes, Didier Eribon (Hrsg.), Larousse, 2003
- Cultural Jamming / Media Tactics in Through the 'net studies in Johen Gerz' Anthologie of Art, Salon Verlag, 2003
- La Télévision comme moyen artistique et outil démocratique de participation, mit Jean-Christophe Royoux, Radiotemporaire, École du Magasin, 2002
- Rethinking Female Experience(s), mit anderen, in n.paradoxa, international feminist art journal, KT publication, vol 10, London, Juli 2002
- Not working Chiennes de garde, in Very Cyberfeminist International, a reader on OBN (Old boys network) Conference, Helene Von Oldenburg, Claudia Reiche (Hrsg.), b_books, Berlin, 2002
- Groupes tendances mouvements de l'art contemporain, Mathilde Ferrer, Marie-Hélène Colas-Adler, Jeanne Lambert Cabrejo (Hrsg.), ENSb-a, 2001
- Cartographie subjective et momentanée des cyberféministes, in Femmes & Art au XXe siècle : le temps des défis, Lunes, special issue No.2, 2000
- Cartographie subjective et momentanée des cyberféministes, in Synesthésie No. 9[25]
- A personal map of the resistance movement in France, in Next 5 Minutes 3 : The Art of Campaigning, Amsterdam, 1999,
- Tactiques media et Cyber guerilla, in Blocnotes, April–Mai 1996,
- Access for Others : Alter (Native) Media Practice, mit DeeDee Halleck, in Visual anthropology Review, University of California, Berkley, Spring 1993,
- The Same difference : On Lesbian Representation, mit Martha Gever, in Stolen Glances : Lesbians takephotographs, Tessa Boffin and Jean Fraser eds, Pandora, Londons, 1991
- Don't just watch it, Make it oder Stratégies de représentation telles que les pratiquent les collectifs vidéo US dans les années 1990, in Dénonciation, Sammlungskatalog, Béatrice Simonot und Liliana Albertazzi (Hrsg.), La Différence / GNAC-Usine Fromage, Rouen, 1991
- Vidéo résistance à l'heure des satellites, in Le Monde diplomatique, mai 1991, wiederveröffentlicht in Cartes sur Câble, Belgium, und in Média Mensonges et Démocratie, Mai 1991, and im CRAC Valence symposium Guerres et Télévision, Collection 25 Images secondes, 1991
- Deconstructing Difference, mit Martha Gever, Screen, London, 1987
- Sciences humaines et faits de société, catalogue for the Cnc, Images de la culture

### Filmografie
- Il n'y a pas de fumée sans feu, et en plus c'est vrai, Canal+, 24', 1996.
- Un homme sur deux est une femme, La Huit, 5', 1996.
- Internautes, Canal+, 13', 1995.
- Lesborama, Canal+, 30', 1995.
- Dee Dee Halleck, El Gringo in Mañanaland, 1995, mit Dee Dee Halleck.[26]
- High Tech Baby, Deep Dish TV, 30', Spring season 1994, mit Kathy High.
- L'Eprouvante éprouvette, G. Production, 34', 1991.
- Avez-vous vu la guerre ?, 45', 1991, mit Canal déchaîné.
- Martha Rosler reads the case of Baby SM, or, Born to be sold, 27', 1988, mit Paper Tiger TV, New York.
- Donna Haraway reads the National Geographic of Primates, 27', 1987, mit Paper Tiger TV, New York.